# Laurent Muhlethaler
Pour les articles homonymes, voir Muhlethaler.
Laurent Muhlethaler, né le 27 septembre 1997 à Prémanon, est un coureur du combiné nordique français.

## Biographie
Il est licencié au club de Prémanon, son lieu de naissance. En 2012, il commence à disputer des épreuves internationales chez les juniors et en 2014, son premier championnat du monde dans cette catégorie.
En 2015, il remporte sa première victoire en Coupe OPA à Hinterzarten. Quelques mois plus tard, il remporte le classement général de la compétition. En mars 2016, il signe son premier podium dans la Coupe continentale à Klingenthal.
Durant ce même hiver, il fait ses débuts en Coupe du monde à Lillehammer. Dans cette compétition, il inscrit ses premiers points en novembre 2016 à Ruka (28e). Quelques semaines plus tard, il remporte deux médailles aux Championnats du monde junior à Soldier Hollow, dont celle de bronze à l'individuel (5 km) et prend part aussi aux Championnats du monde sénior à Lahti.
À l'été 2017, il confirme ses résultats de l'hiver en obtenant deux top dix dans le Grand Prix à Tschagguns et Planica, où il termine à chaque fois sixième.
En 2018, il est sélectionné pour les Jeux olympiques de Pyeongchang, mais ne prend part à aucune épreuve. Durant la saison 2017-2018, il ne marque aucun point dans la Coupe du monde, mais remporte sa première manche dans la Coupe continentale à Nijni Taguil.
En janvier 2019, il passe le cap du top vingt en Coupe du monde, terminant quatorzième à Trondheim, avant de se classer notamment 28e pour ses deuxièmes championnats du monde à Seefeld. Au Grand Prix d'été, il est proche du podium en finissant quatrième à Oberhof. Lors de la saison 2019/2020, il signe le meilleur résultat de sa carrière en Coupe du monde jusque là, une 11e place à Oberstdorf. En février 2021, il améliore cette marque en passant la barre du top dix avec une septième place à Klingenthal. En 2021, il termine deuxième derrière Mattéo Baud du championnat de France de saut à ski 2021 (de). Quelques jours plus tard, il devient champion de France de combiné nordique.
Lors de la saison 2021-2022, il signe son meilleur résultat en coupe du monde, une sixième place,.
Selon son entraîneur Jérôme Laheurte, son point fort est le saut à ski où il figure régulièrement parmi les 15 meilleurs de la Coupe du monde.

## Palmarès

### Jeux olympiques d'hiver
| Épreuve / Édition | Individuel     | Individuel     | Par équipes Grand tremplin |
| Épreuve / Édition | Petit tremplin | Grand tremplin | Par équipes Grand tremplin |
| JO 2022 Pékin     | 28e            | 26e            | 5e                         |

### Championnats du monde
Il est sélectionné pour les Mondiaux 2017 où il prend la 38e place à l'épreuve individuelle sur le grand tremplin et la 7e par équipes.
| Épreuve / Édition        | Individuel     | Individuel     | Par équipes           | Par équipes           |
| Épreuve / Édition        | Petit tremplin | Grand tremplin | Grand tremplin Sprint | Petit tremplin Relais |
| Mondiaux 2017 Lahti      | -              | 38e            | -                     | 7e                    |
| Mondiaux 2019 Seefeld    | 42e            | 28e            | -                     | 6e                    |
| Mondiaux 2021 Oberstdorf | 12e            | 9e             | 6e                    | 6e                    |

### Coupe du monde
Son meilleur classement général est obtenu en 2023 avec la 8e place.
- 2 podiums individuels : 2 troisièmes places.
- 1 podium par équipes.

#### Classements en Coupe du monde
| Année     | Classement général final |
| 2016-2017 | 55e                      |
| 2017-2018 | -                        |
| 2018-2019 | 48e                      |
| 2019-2020 | 25e                      |
| 2020-2021 | 23e                      |
| 2021-2022 | 23e                      |
| 2022-2023 | 8e                       |

### Coupe continentale
Il remporte une course à Nijni Taguil en 2018. Il compte deux podiums au total.

### Championnats du monde juniors
Il participe aux Championnats du monde juniors de 2014, 2015 et 2017. En 2017, il remporte deux médailles : en argent par équipes et en bronze au Gundersen 5 kilomètres.

### Coupe OPA
Il est vainqueur en 2016.